# Championnats du monde d'aviron 1986
Navigation
Édition précédente Édition suivante
Les championnats du monde d'aviron 1986, seizième édition des championnats du monde d'aviron, ont lieu en août 1986 à Nottingham, au Royaume-Uni.

## Médailles

### Hommes
| Épreuves     | Or | Or      | Argent | Argent  | Bronze | Bronze  |
| ------------ | --- | ------- | --- | ------- | --- | ------- |
| M1x          | Allemagne de l'Ouest Peter-Michael Kolbe | 6:54.90 | Finlande Pertti Karppinen | 6:58.90 | Union soviétique Vasil Yakusha | 7:00.13 |
| M2x          | Italie Alberto Belgeri (b) Igor Pescialli (s) | 6:11.33 | Bulgarie Chavdar Radev (b) Dimitar Kamburski (s) | 6:32.22 | Allemagne de l'Est Andreas Hajek (b) Uwe Heppner (s) | 6:33.64 |
| M4x          | Union soviétique Valeriy Dosenko (b) Sergey Kinyakin (2) Mikhail Ivanov (3) Igor Kotko (s)                                                                                      | 5:47.41 | Pologne Waldemar Wojda (b) Mirosław Mruk (2) Sławomir Cieślakowski (3) Andrzej Krzepiński (s) | 5:49.51 | Canada Doug Hamilton (2) (b) Robert Mills (3) Paul Douma Mel LaForme (s) | 5:50.52 |
| M2+          | Grande-Bretagne Andy Holmes (b) Steve Redgrave (s) Patrick Sweeney (c) | 6:51.66 | Italie Carmine Abbagnale (b) Giuseppe Abbagnale (s) Giuseppe Di Capua (c) | 6:52.90 | Allemagne de l'Est Thomas Greiner (b) Olaf Förster (s) Udo Kühn (c) | 6:54.58 |
| M2-          | Union soviétique Yuriy Pimenov (b) Nikolay Pimenov (s) | 6:42.37 | Italie Marco Romano (b) Pasquale Aiese (s) | 6:44.52 | Allemagne de l'Est Dirk Rendant (b) Mario Kliesch (de) (s) | 6:44.70 |
| M4+          | Allemagne de l'Est Frank Klawonn (b) Bernd Eichwurzel (2) Bernd Niesecke (3) Karsten Schmeling (s) Hendrik Reiher (c)                                                           | 6:03.81 | Nouvelle-Zélande Nigel Atherfold (b) Bruce Holden (2) Greg Johnston (3) Chris White (s) Andrew Bird (c) | 6:05.77 | États-Unis Doug Burden (b) Chris Huntington (2) Kurt Bausback (3) John Walters (s) Jon Fish (c)                                                                                   | 6:08.58 |
| M4-          | États-Unis Ted Swinford (b) Daniel Lyons (2) John Riley (3) Robert Espeseth (s)                                                                                                 | 6:03.53 | Allemagne de l'Ouest Norbert Keßlau (b) Volker Grabow (2) Jörg Puttlitz (3) Guido Grabow (s) | 6:03.63 | Allemagne de l'Est Jörg Timmermann (b) Jens Luedecke (2) Ralf Brudel (3) Thomas-Robert Füting (s)                                                                                 | 6:06.25 |
| M8+          | Australie James Galloway (b) Malcolm Batten (2) Andrew Cooper (3) Mike McKay (4) Mark Doyle (5) James Tomkins (6) Ion Popa (7) Stephen Evans (s) Dale Caterson (c)              | 5:33.54 | Union soviétique Veniamin But (b) Jonas Pinskus (2) Aleksander Voloshin (3) Mykola Komarov (4) Pavlo Hurkovskiy (5) Viktor Diduk (6) Viktor Omelyanovich (7) Zigmantas Gudauskas (s) Hryhoriy Dmytrenko (c) | 5:37.61 | États-Unis Jonathan Kissick (b) John Smith (2) Thomas Kiefer (3) David Krmpotich (4) John Terwilliger (5) Edward Ives (6) Kevin Still (7) Andrew Sudduth (s) Mark Zembsch (c)     | 5:38.20 |
| Poids légers | |         | |         | |         |
| LM1x         | Australie Peter Antonie | 7:18.10 | Danemark Bjarne Eltang | 7:18.12 | États-Unis Glenn Florio | 7:20.87 |
| LM2x         | Grande-Bretagne Allan Whitwell (b) Carl Smith (s) | 6:41.73 | France Luc Crispon (b) Thierry Renault (s) | 6:44.76 | Canada Rob Haag (b) Cam Harvey (s) | 6:45.46 |
| LM4-         | Italie Franco Pantano (b) Dario Longhin (2) Nerio Gainotti (3) Mauro Torta (s)                                                                                                  | 6:18.26 | Grande-Bretagne Christopher Bates (b) Peter Haining (2) Neil Staite (3) Stuart Forbes (s) | 6:20.79 | Espagne Fernando Molina Castillo (b) José María de Marco Pérez (2) Carlos Muniesa (3) Alberto Molina Castillo (s)                                                                 | 6:21.68 |
| LM8+         | Italie Maurizio Losi (b) Michele Savoia (2) Vittorio Torcellan (3) Massimo Lana (4) Stefano Spremberg (5) Carlo Gaddi (6) Andrea Re (7) Fabrizio Ravasi (s) Massimo Di Deco (c) | 5:44.63 | Allemagne de l'Ouest Thomas Güntermann (b) Udo Hennig (2) Detlef Glitsch (3) Harald Galster (4) Alwin Otten (5) Frank Rogall (6) Andreas Hobler (7) Wolfgang Birkner (s) Torsten Kreis (c)                  | 5:46.58 | Danemark Jørn Jørgensen (b) Kim Hagsted (2) Morten Espersen (3) Leif Jacobsen (4) Michael Sørensen (5) Flemming Jensen (6) Vagn Nielsen (7) Bent Fransson (s) Stephen Masters (c) | 5:50.05 |

### Femmes
| Épreuves     | Or | Or      | Argent | Argent  | Bronze | Bronze        |
| ------------ | --- | ------- | --- | ------- | --- | ------------- |
| W1x          | Allemagne de l'Est Jutta Hampe | 7:29.60 | Bulgarie Magdalena Georgieva | 7:32.22 | Union soviétique Antonina Dumcheva | 7:35.08       |
| W2x          | Allemagne de l'Est Sylvia Schwabe (b) Beate Schramm (s) | 6:57.71 | Roumanie Veronica Cogeanu (b) Elisabeta Lipă (s) | 7:00.96 | Nouvelle-Zélande Robin Clarke (b) Stephanie Foster (s) | 7:03.35       |
| W4x          | Allemagne de l'Est Kerstin Pieloth (b) Birgit Peter (2) Kerstin Hinze (3) Jana Sorgers (s) | 6:13.91 | Roumanie Anișoara Bălan (b) Doina Robu (2) Anișoara Sorohan (3) Maricica Țăran (s) | 6:20.56 | Pays-Bas Marijke Zeekant (b) Marjan Pentenga (2) Nicolette Wessel (3) Jos Compaan (s) | 6:24.85       |
| W2-          | Roumanie Rodica Arba (b) Olga Homeghi (s) | 7:12.20 | Union soviétique Galina Stepanova (b) Marina Pegova (s) | 7:17.06 | Allemagne de l'Est Kathrin Haacker (b) Martina Walther (s) | 7:18.84       |
| W4+          | Roumanie Doina Bălan (b) Marioara Trașcă (2) Chira Stoean (3) Lucia Sauca (s) Viorica Ioja (c) | 6:43.86 | Allemagne de l'Est Kerstin Spittler (b) Beatrix Schröer (2) Corinna Scheid (3) Carola Lichey (s) Sylvia Müller (c)                                                                             | 6:48.46 | Canada Jane Tregunno (b) Jennifer Walinga (2) Christine Clarke (3) Tricia Smith (s) Lesley Thompson-Willie (c)                                                                               | 6:51.27       |
| W8+          | Union soviétique Elena Tereshina (b) Marina Suprun (2) Saria Sakirova (3) Olena Pukhaieva (4) Marina Znak (5) Irina Teterina (6) Lidiya Averyanova (7) Vida Cesiūnaitė (s) Valentina Khokhlova (c) | 6:08.76 | Allemagne de l'Est Gerlinde Doberschütz (b) Anett Devantier (2) Kathrin Dienstbier (3) Ute Stange (4) Anja Kluge (5) Carola Hornig (6) Annekathrin Fercho (7) Ute Wild (s) Daniela Neunast (c) | 6:09.77 | Roumanie Mihaela Armășescu (b) Camelia Diaconescu (2) Carolina Matei (3) Adriana Chelariu (4) Veronica Necula (5) Livia Țicanu (6) Florica Lavric (7) Herta Anitaș (s) Mariana Dorobantu (c) | 6:11.26       |
| Poids légers | |         | |         | |               |
| LW1x         | Roumanie Maria Sava | 7:33.28 | Belgique Rita Defauw | 7:35.24 | États-Unis Angela Herron | 7:37.11       |
| LW2x         | États-Unis Christine Ernst (b) Carey Sands-Marden (s) | 7:17.13 | Grande-Bretagne Gillian Bond (b) Carol Ann Wood (s) Pays-Bas Karin Hommers (b) Ellen Meliesie (s)                                                                                              | 7:19.12 | Non attribuée | Non attribuée |
| LW4-         | États-Unis Carolyn Mehaffey (b) Sandy Kendall (2) Mandy Kowal (3) Anne Martin (s) | 6:53.92 | Grande-Bretagne Alexa Forbes (b) Gillian Hodges (2) Lin Clark (3) Judith Burne (s) | 6:56.36 | Allemagne de l'Ouest Claudia Engels (b) Ute Zobeley (2) Sonja Petri (3) Evelyn Herwegh (de) (s)                                                                                              | 6:56.64       |